# Unión de San Antonio
Unión de San Antonio es una localidad del estado mexicano de Jalisco. Es la cabecera del municipio de Unión de San Antonio.

## Toponimia
El nombre «San Antonio» hace referencia al santo patrono de la localidad: Antonio de Padua.

## Demografía
| Gráfica de evolución demográfica |
|                                  |

| Censo | Población |
| ----- | --------- |
| 1900  | 1 522     |
| 1910  | 1 424     |
| 1921  | 1 653     |
| 1930  | 1 919     |
| 1940  | 2 167     |
| 1950  | 1 996     |
| 1960  | 2 388     |
| 1970  | 2 864     |
| 1980  | 3 406     |
| 1990  | 4 760     |
| 2000  | 6 317     |
| 2010  | 7 620     |
| 2020  | 8 737     |